# Coupe du monde de football 1966
Navigation
Chili 1962 Mexique 1970
La Coupe du monde de football 1966 est la huitième édition de la Coupe du monde de football. Elle se tient du 11 au 30 juillet 1966 en Angleterre et voit le sacre de l'équipe hôte.
La finale entre l'Angleterre et l'Allemagne de l'Ouest est restée dans les mémoires à cause du fameux but de Wembley de Geoffrey Hurst à la 101e minute de la prolongation, qui permet à l'équipe hôte de passer devant au score (3-2). Le ballon ayant frappé la barre transversale avant de retomber sur la ligne de but puis d'être dégagé, la question était et reste au XXIe siècle de savoir s'il avait ou non franchi entièrement la ligne,. L'Angleterre s'impose 4-2 au terme du match et gagne la première, et à ce jour unique, Coupe du monde de son histoire. Geoffrey Hurst réalise un triplé en finale, exploit qui ne sera répété que par Kylian Mbappé en 2022.

## Préparation de l'événement

### Désignation du pays organisateur
Trois pays européens sont candidats à l'organisation de la Coupe du monde 1966 : l'Angleterre, Allemagne de l'Ouest et l'Espagne. Les Espagnols retirent leur candidature avant le vote qui a lieu à Rome le 22 août 1960. Celui-ci attribue la compétition aux Anglais à 34 voix contre 27 pour les Allemands.
Pour la huitième édition du Mondial du ballon rond, le football revient à ses racines, là où il est né sous sa version moderne un siècle plus tôt.

### Disparition du trophée
Quelques mois avant la compétition, la Coupe Jules-Rimet récompensant l'équipe championne du monde est volée lors d'une exposition à Westminster. Toute l'Angleterre est en émoi et Scotland Yard chargé de l'affaire. Le 20 mars 1966, un petit chien nommé Pickles déterre et retrouve le précieux objet lors de sa balade nocturne dans un cottage de South Norwood, quartier au sud-est de Londres. Le petit mongrel noir et blanc est fêté comme un héros et son propriétaire, David Corbett, se voit offrir un billet pour la finale.

La mascotte Willy.

### Première mascotte
La Coupe du monde 1966 est l'occasion de découvrir pour la première fois une mascotte officielle, le lion Willy. L'animal, qui se tient débout, est un symbole typique du Royaume-Uni et porte un maillot de l'Union Jack avec inscrits les mots World Cup. Décliné sous toutes ses formes, du porte-clés au t-shirt, il ouvre l'ère du merchandising dans le football.

### Les stades
| \| Birmingham Liverpool Londres Manchester Middlesbrough Sheffield Sunderland \| Sites de la Coupe du monde de 1966. |
| Birmingham Liverpool Londres Manchester Middlesbrough Sheffield Sunderland                                           |

| Londres            | Liverpool     | Sheffield            | Sunderland    |
| ------------------ | ------------- | -------------------- | ------------- |
| Wembley Stadium    | Goodison Park | Hillsborough Stadium | Roker Park    |
| 100 000 places     | 50 000 places | 40 000 places        | 40 000 places |
|                    |               |                      |               |
| Londres            | Birmingham    | Manchester           | Middlesbrough |
| White City Stadium | Villa Park    | Old Trafford         | Ayresome Park |
| 50 000 places      | 50 000 places | 60 000 places        | 40 000 places |
|                    |               |                      |               |

## Acteurs de la compétition

### Équipes qualifiées
Europe
- Angleterre (pays organisateur)
- Allemagne de l'Ouest
- Portugal
- Union soviétique
- Italie
- France
- Espagne
- Bulgarie
- Hongrie
- Suisse

Amérique du Nord, centrale et caraïbes
- Mexique

Amérique du Sud
- Brésil (champion du monde 1962)
- Chili
- Argentine
- Uruguay

Asie-Océanie-Afrique
- Corée du Nord

### Les arbitres
- Afrique (CAF)
  -  Aly Hussein Kandil
- Amérique du Sud (CONMEBOL)
  -  José María Codesal
  -  Roberto Goicoechea
  -  Armando Marques
  -  Arturo Yamasaki Maldonado
- Asie (AFC)
  -  Menachem Ashkenazi
- Europe (UEFA)
  -  John Adair
  -  Tofik Bakhramov
  -  Leo Callaghan
  -  Fernandes Joaquim Campos
  -  Ken Dagnall
  -  Gottfried Dienst
  -  Jim Finney
  -  Karol Galba
  -  Juan Gardeazábal Garay
  -  Rudolf Kreitlein
  -  Concetto Lo Bello
  -  Bertil Lööw
  -  George McCabe
  -  Hugh Phillips
  -  Dimitar Rumentchev
  -  Pierre Schwinte
  -  Kurt Tschenscher
  -  Konstantin Zečević
  -  István Zsolt

## Déroulement de la phase finale

### Tirage au sort
| Pot 1 : Amérique du Sud                                                     | Pot 2 : Europe I                                                                                | Pot 3 : Europe latine                      | Pot 4 : restes                                |
| --------------------------------------------------------------------------- | ----------------------------------------------------------------------------------------------- | ------------------------------------------ | --------------------------------------------- |
| - Brésil (*) (Champion en titre) : groupe III - Argentine - Chili - Uruguay | - Angleterre (*) (Pays hôte) : groupe I - Hongrie - Union soviétique - Allemagne de l'Ouest (*) | - Espagne - France - Italie (*) - Portugal | - Bulgarie - Corée du Nord - Mexique - Suisse |

(*) : L'Angleterre, le Brésil, l'Allemagne de l'Ouest et l'Italie sont les 4 têtes de série désignées. Le pays hôte (Angleterre) et le champion sortant (Brésil) connaissent leur groupe de destination avant le tirage.
| Groupe I                                          | Groupe II                                         | Groupe III                                               | Groupe IV                                       |
| ------------------------------------------------- | ------------------------------------------------- | -------------------------------------------------------- | ----------------------------------------------- |
| Angleterre (*) (Pays hôte) Uruguay France Mexique | Suisse Allemagne de l'Ouest (*) Espagne Argentine | Brésil (*) (Champion en titre) Bulgarie Hongrie Portugal | Corée du Nord Union soviétique Chili Italie (*) |

L'Angleterre joue dans un groupe considéré comme facile au premier tour et dispose de périodes de récupération généreuses entre chacun de ses matchs. On peut considérer comme des « marques de favoritisme » le fait que l'Angleterre dispute aussi tous ses matchs dans le même stade, celui de Wembley (six matchs au total, de l'ouverture à la finale), tout comme l'arbitrage parfois médiocre et défavorable aux grands rivaux de l'Angleterre.

### Premier tour
Dès le premier tour disparaissent la France très décevante, le Brésil dont Pelé est systématiquement et honteusement « matraqué » sur le terrain et encore l'Italie humiliée par la Corée du Nord (1-0).

#### Groupe I
L'Angleterre fait un score nul et vierge contre l'Uruguay pour le match d'ouverture. Elle bat ensuite le Mexique et la France sur le même score (2-0). L'Uruguay bat la France et fait match nul contre le Mexique. Ces deux nations sont qualifiées. Les Mexicains et les Français, avec 2 et 1 point respectivement, sont éliminés.
| Classement final |            |     |   |   |   |   |    |    |      |
|                  | Équipe     | Pts | J | G | N | P | BP | BC | Moy. |
| 1                | Angleterre | 5   | 3 | 2 | 1 | 0 | 4  | 0  | ∞    |
| 2                | Uruguay    | 4   | 3 | 1 | 2 | 0 | 2  | 1  | 2.00 |
| 3                | Mexique    | 2   | 3 | 0 | 2 | 1 | 1  | 3  | 0.33 |
| 4                | France     | 1   | 3 | 0 | 1 | 2 | 2  | 5  | 0.40 |

| 11 juillet | Angleterre | 0 | 0 | Uruguay |
| 13 juillet | France     | 1 | 1 | Mexique |
| 15 juillet | Uruguay    | 2 | 1 | France  |
| 16 juillet | Angleterre | 2 | 0 | Mexique |
| 19 juillet | Mexique    | 0 | 0 | Uruguay |
| 20 juillet | Angleterre | 2 | 0 | France  |

1re journée
| 11 juillet 1966 Match d'ouverture | Angleterre | 0 - 0 | Uruguay | Wembley, Londres                              |                                               |
| 19:30 · Historique des rencontres |            |       |         | Spectateurs : 87 000 Arbitrage : István Zsolt | Spectateurs : 87 000 Arbitrage : István Zsolt |
| 19:30 · Historique des rencontres | (Rapport)  |       |         | Spectateurs : 87 000 Arbitrage : István Zsolt | Spectateurs : 87 000 Arbitrage : István Zsolt |

| 13 juillet 1966                   | France      | 1 - 1 | Mexique   | Wembley, Londres                                    |                                                     |
| 19:30 · Historique des rencontres | Hausser 62e |       | Borja 48e | Spectateurs : 69 000 Arbitrage : Menachem Ashkenazi | Spectateurs : 69 000 Arbitrage : Menachem Ashkenazi |
| 19:30 · Historique des rencontres | (Rapport)   |       |           | Spectateurs : 69 000 Arbitrage : Menachem Ashkenazi | Spectateurs : 69 000 Arbitrage : Menachem Ashkenazi |

2e journée
| 15 juillet 1966                   | Uruguay                | 2 - 1 | France                  | White City Stadium, Londres                  |                                              |
| 19:30 · Historique des rencontres | Rocha 26e · Cortés 31e |       | De Bourgoing 15e (pen.) | Spectateurs : 40 000 Arbitrage : Karol Galba | Spectateurs : 40 000 Arbitrage : Karol Galba |
| 19:30 · Historique des rencontres | (Rapport)              |       |                         | Spectateurs : 40 000 Arbitrage : Karol Galba | Spectateurs : 40 000 Arbitrage : Karol Galba |

| 16 juillet 1966                   | Angleterre                 | 2 - 0 | Mexique | Wembley, Londres                                   |                                                    |
| 19:30 · Historique des rencontres | B. Charlton 37e · Hunt 75e |       |         | Spectateurs : 92 000 Arbitrage : Concetto Lo Bello | Spectateurs : 92 000 Arbitrage : Concetto Lo Bello |
| 19:30 · Historique des rencontres | (Rapport)                  |       |         | Spectateurs : 92 000 Arbitrage : Concetto Lo Bello | Spectateurs : 92 000 Arbitrage : Concetto Lo Bello |

3e journée
| 19 juillet 1966                   | Mexique   | 0 - 0 | Uruguay | Wembley, Londres                             |                                              |
| 16:30 · Historique des rencontres |           |       |         | Spectateurs : 61 000 Arbitrage : Bertil Lööw | Spectateurs : 61 000 Arbitrage : Bertil Lööw |
| 16:30 · Historique des rencontres | (Rapport) |       |         | Spectateurs : 61 000 Arbitrage : Bertil Lööw | Spectateurs : 61 000 Arbitrage : Bertil Lööw |

| 20 juillet 1966                   | Angleterre    | 2 - 0 | France | Wembley, Londres                                           |                                                            |
| 19:30 · Historique des rencontres | Hunt 38e, 75e |       |        | Spectateurs : 98 000 Arbitrage : Arturo Yamasaki Maldonado | Spectateurs : 98 000 Arbitrage : Arturo Yamasaki Maldonado |
| 19:30 · Historique des rencontres | (Rapport)     |       |        | Spectateurs : 98 000 Arbitrage : Arturo Yamasaki Maldonado | Spectateurs : 98 000 Arbitrage : Arturo Yamasaki Maldonado |

#### Groupe II
La Suisse perd tous ses matchs. L'Espagne n'en gagne qu'un et perd les deux autres. La RFA termine première avec deux victoires et un match nul, tandis que l'Argentine termine deuxième avec les mêmes résultats mais est défavorisée par la moyenne de buts.
| Classement final |                      |     |   |   |   |   |    |    |      |
|                  | Équipe               | Pts | J | G | N | P | BP | BC | Moy. |
| 1                | Allemagne de l'Ouest | 5   | 3 | 2 | 1 | 0 | 7  | 1  | 7.00 |
| 2                | Argentine            | 5   | 3 | 2 | 1 | 0 | 4  | 1  | 4.00 |
| 3                | Espagne              | 2   | 3 | 1 | 0 | 2 | 4  | 5  | 0.80 |
| 4                | Suisse               | 0   | 3 | 0 | 0 | 3 | 1  | 9  | 0.11 |

| 12 juillet | Allemagne de l'Ouest | 5 | 0 | Suisse               |
| 13 juillet | Argentine            | 2 | 1 | Espagne              |
| 15 juillet | Espagne              | 2 | 1 | Suisse               |
| 16 juillet | Argentine            | 0 | 0 | Allemagne de l'Ouest |
| 19 juillet | Argentine            | 2 | 0 | Suisse               |
| 20 juillet | Allemagne de l'Ouest | 2 | 1 | Espagne              |

1re journée
| 12 juillet 1966                   | Allemagne de l'Ouest                                     | 5 - 0 | Suisse | Hillsborough Stadium, Sheffield                |                                                |
| 19:30 · Historique des rencontres | Held 15e · Haller 20e, 77e (pen.) · Beckenbauer 39e, 52e |       |        | Spectateurs : 36 127 Arbitrage : Hugh Phillips | Spectateurs : 36 127 Arbitrage : Hugh Phillips |
| 19:30 · Historique des rencontres | (Rapport)                                                |       |        | Spectateurs : 36 127 Arbitrage : Hugh Phillips | Spectateurs : 36 127 Arbitrage : Hugh Phillips |

| 13 juillet 1966                   | Argentine       | 2 - 1 | Espagne        | Villa Park, Birmingham                              |                                                     |
| 19:30 · Historique des rencontres | Artime 65e, 77e |       | Roma 71e (csc) | Spectateurs : 48 000 Arbitrage : Dimitar Rumentchev | Spectateurs : 48 000 Arbitrage : Dimitar Rumentchev |
| 19:30 · Historique des rencontres | (Rapport)       |       |                | Spectateurs : 48 000 Arbitrage : Dimitar Rumentchev | Spectateurs : 48 000 Arbitrage : Dimitar Rumentchev |

2e journée
| 15 juillet 1966                   | Espagne                   | 2 - 1 | Suisse      | Hillsborough Stadium, Sheffield                  |                                                  |
| 19:30 · Historique des rencontres | Sanchís 56e · Amancio 75e |       | Quentin 28e | Spectateurs : 32 028 Arbitrage : Tofik Bakhramov | Spectateurs : 32 028 Arbitrage : Tofik Bakhramov |
| 19:30 · Historique des rencontres | (Rapport)                 |       |             | Spectateurs : 32 028 Arbitrage : Tofik Bakhramov | Spectateurs : 32 028 Arbitrage : Tofik Bakhramov |

| 16 juillet 1966                   | Argentine | 0 - 0 | Allemagne de l'Ouest | Villa Park, Birmingham                              |                                                     |
| 15:00 · Historique des rencontres |           |       |                      | Spectateurs : 51 000 Arbitrage : Konstantin Zečević | Spectateurs : 51 000 Arbitrage : Konstantin Zečević |
| 15:00 · Historique des rencontres | (Rapport) |       |                      | Spectateurs : 51 000 Arbitrage : Konstantin Zečević | Spectateurs : 51 000 Arbitrage : Konstantin Zečević |

3e journée
| 19 juillet 1966                   | Argentine              | 2 - 0 | Suisse | Hillsborough Stadium, Sheffield                           |                                                           |
| 19:30 · Historique des rencontres | Artime 53e · Onega 81e |       |        | Spectateurs : 32 127 Arbitrage : Fernandes Joaquim Campos | Spectateurs : 32 127 Arbitrage : Fernandes Joaquim Campos |
| 19:30 · Historique des rencontres | (Rapport)              |       |        | Spectateurs : 32 127 Arbitrage : Fernandes Joaquim Campos | Spectateurs : 32 127 Arbitrage : Fernandes Joaquim Campos |

| 20 juillet 1966                   | Allemagne de l'Ouest      | 2 - 1 | Espagne   | Villa Park, Birmingham                           |                                                  |
| 19:30 · Historique des rencontres | Emmerich 39e · Seeler 84e |       | Fusté 23e | Spectateurs : 51 000 Arbitrage : Armando Marques | Spectateurs : 51 000 Arbitrage : Armando Marques |
| 19:30 · Historique des rencontres | (Rapport)                 |       |           | Spectateurs : 51 000 Arbitrage : Armando Marques | Spectateurs : 51 000 Arbitrage : Armando Marques |

#### Groupe III
Le Brésil, double tenant du titre, ne passe pas le premier tour (seulement une victoire contre la Bulgarie). C'est la deuxième fois que cela arrive à une équipe tenante du titre (après l'Italie en 1950). Le Portugal, néophyte de cette compétition, termine premier en remportant ses trois matchs. La Hongrie termine deuxième en gagnant deux matchs sur trois. Lors du dernier match décisif entre le Portugal et le Brésil (3-1), les nombreuses agressions des Portugais sur Pelé, notamment celle de João Morais qui le blesse et le contraint à sortir, sont peu sanctionnées par le corps arbitral.
| Classement final |          |     |   |   |   |   |    |    |      |
|                  | Équipe   | Pts | J | G | N | P | BP | BC | Moy. |
| 1                | Portugal | 6   | 3 | 3 | 0 | 0 | 9  | 2  | 4.50 |
| 2                | Hongrie  | 4   | 3 | 2 | 0 | 1 | 7  | 5  | 1.40 |
| 3                | Brésil   | 2   | 3 | 1 | 0 | 2 | 4  | 6  | 0.67 |
| 4                | Bulgarie | 0   | 3 | 0 | 0 | 3 | 1  | 8  | 0.13 |

| 12 juillet | Brésil   | 2 | 0 | Bulgarie |
| 13 juillet | Portugal | 3 | 1 | Hongrie  |
| 15 juillet | Hongrie  | 3 | 1 | Brésil   |
| 16 juillet | Portugal | 3 | 0 | Bulgarie |
| 19 juillet | Portugal | 3 | 1 | Brésil   |
| 20 juillet | Hongrie  | 3 | 1 | Bulgarie |

1re journée
| 12 juillet 1966                   | Brésil                   | 2 - 0 | Bulgarie | Goodison Park, Liverpool                          |                                                   |
| 19:30 · Historique des rencontres | Pelé 15e · Garrincha 63e |       |          | Spectateurs : 48 000 Arbitrage : Kurt Tschenscher | Spectateurs : 48 000 Arbitrage : Kurt Tschenscher |
| 19:30 · Historique des rencontres | (Rapport)                |       |          | Spectateurs : 48 000 Arbitrage : Kurt Tschenscher | Spectateurs : 48 000 Arbitrage : Kurt Tschenscher |

| 13 juillet 1966                   | Portugal                          | 3 - 1 | Hongrie  | Old Trafford, Manchester                       |                                                |
| 19:30 · Historique des rencontres | José Augusto 3e, 67e · Torres 90e |       | Bene 60e | Spectateurs : 37 000 Arbitrage : Leo Callaghan | Spectateurs : 37 000 Arbitrage : Leo Callaghan |
| 19:30 · Historique des rencontres | (Rapport)                         |       |          | Spectateurs : 37 000 Arbitrage : Leo Callaghan | Spectateurs : 37 000 Arbitrage : Leo Callaghan |

2e journée
| 15 juillet 1966                   | Hongrie                                   | 3 - 1 | Brésil     | Goodison Park, Liverpool                     |                                              |
| 19:30 · Historique des rencontres | Bene 2e · Farkas 64e · Mészöly 73e (pen.) |       | Tostão 14e | Spectateurs : 52 000 Arbitrage : Ken Dagnall | Spectateurs : 52 000 Arbitrage : Ken Dagnall |
| 19:30 · Historique des rencontres | (Rapport)                                 |       |            | Spectateurs : 52 000 Arbitrage : Ken Dagnall | Spectateurs : 52 000 Arbitrage : Ken Dagnall |

| 16 juillet 1966                   | Portugal                                    | 3 - 0 | Bulgarie | Old Trafford, Manchester                            |                                                     |
| 15:00 · Historique des rencontres | Vutsov 17e (csc) · Eusébio 38e · Torres 81e |       |          | Spectateurs : 26 000 Arbitrage : José María Codesal | Spectateurs : 26 000 Arbitrage : José María Codesal |
| 15:00 · Historique des rencontres | (Rapport)                                   |       |          | Spectateurs : 26 000 Arbitrage : José María Codesal | Spectateurs : 26 000 Arbitrage : José María Codesal |

3e journée
| 19 juillet 1966                   | Portugal                      | 3 - 1 | Brésil    | Goodison Park, Liverpool                       |                                                |
| 19:30 · Historique des rencontres | Simöes 15e · Eusébio 27e, 85e |       | Rildo 70e | Spectateurs : 62 000 Arbitrage : George McCabe | Spectateurs : 62 000 Arbitrage : George McCabe |
| 19:30 · Historique des rencontres | (Rapport)                     |       |           | Spectateurs : 62 000 Arbitrage : George McCabe | Spectateurs : 62 000 Arbitrage : George McCabe |

| 20 juillet 1966                   | Hongrie                                    | 3 - 1 | Bulgarie      | Old Trafford, Manchester                            |                                                     |
| 19:30 · Historique des rencontres | Davidov 43e (csc) · Mészöly 45e · Bene 54e |       | Asparuhov 15e | Spectateurs : 22 000 Arbitrage : Roberto Goicoechea | Spectateurs : 22 000 Arbitrage : Roberto Goicoechea |
| 19:30 · Historique des rencontres | (Rapport)                                  |       |               | Spectateurs : 22 000 Arbitrage : Roberto Goicoechea | Spectateurs : 22 000 Arbitrage : Roberto Goicoechea |

#### Groupe IV
La Corée du Nord, néophyte représentant l'Asie, est nettement battue d'entrée par l'Union soviétique avant d'arracher le point du nul en fin de rencontre contre le Chili. Lors de la dernière journée, elle crée la sensation en battant et éliminant l'Italie, tête de série du groupe, 1 à 0. Grâce à un résultat favorable dans l'autre match entre l'URSS et le Chili, les Nord-Coréens se classent deuxièmes du groupe derrière les Soviétiques qui ont fait le plein de points et se qualifient à la surprise générale pour les quarts de finale.
| Classement final |                  |     |   |   |   |   |    |    |      |
|                  | Équipe           | Pts | J | G | N | P | BP | BC | Moy. |
| 1                | Union soviétique | 6   | 3 | 3 | 0 | 0 | 6  | 1  | 6.00 |
| 2                | Corée du Nord    | 3   | 3 | 1 | 1 | 1 | 2  | 4  | 0.50 |
| 3                | Italie           | 2   | 3 | 1 | 0 | 2 | 2  | 2  | 1.00 |
| 4                | Chili            | 1   | 3 | 0 | 1 | 2 | 2  | 5  | 0.40 |

| 12 juillet | Union soviétique | 3 | 0 | Corée du Nord |
| 13 juillet | Italie           | 2 | 0 | Chili         |
| 15 juillet | Corée du Nord    | 1 | 1 | Chili         |
| 16 juillet | Union soviétique | 1 | 0 | Italie        |
| 19 juillet | Corée du Nord    | 1 | 0 | Italie        |
| 20 juillet | Union soviétique | 2 | 1 | Chili         |

1re journée
| 12 juillet 1966                   | Union soviétique                    | 3 - 0 | Corée du Nord | Ayresome Park, Middlesbrough                            |                                                         |
| 19:30 · Historique des rencontres | Malofeev 31e, 88e · Banichevski 33e |       |               | Spectateurs : 22 000 Arbitrage : Juan Gardeazábal Garay | Spectateurs : 22 000 Arbitrage : Juan Gardeazábal Garay |
| 19:30 · Historique des rencontres | (Rapport)                           |       |               | Spectateurs : 22 000 Arbitrage : Juan Gardeazábal Garay | Spectateurs : 22 000 Arbitrage : Juan Gardeazábal Garay |

| 13 juillet 1966                   | Italie                   | 2 - 0 | Chili | Roker Park, Sunderland                            |                                                   |
| 19:30 · Historique des rencontres | Mazzola 8e · Barison 88e |       |       | Spectateurs : 30 000 Arbitrage : Gottfried Dienst | Spectateurs : 30 000 Arbitrage : Gottfried Dienst |
| 19:30 · Historique des rencontres | (Rapport)                |       |       | Spectateurs : 30 000 Arbitrage : Gottfried Dienst | Spectateurs : 30 000 Arbitrage : Gottfried Dienst |

2e journée
| 15 juillet 1966                   | Chili             | 1 - 1 | Corée du Nord     | Ayresome Park, Middlesbrough                        |                                                     |
| 19:30 · Historique des rencontres | Marcos 26e (pen.) |       | Pak Seung-zin 88e | Spectateurs : 16 000 Arbitrage : Aly Hussein Kandil | Spectateurs : 16 000 Arbitrage : Aly Hussein Kandil |
| 19:30 · Historique des rencontres | (Rapport)         |       |                   | Spectateurs : 16 000 Arbitrage : Aly Hussein Kandil | Spectateurs : 16 000 Arbitrage : Aly Hussein Kandil |

| 16 juillet 1966                   | Union soviétique | 1 - 0 | Italie | Roker Park, Sunderland                            |                                                   |
| 15:00 · Historique des rencontres | Tchislenko 57e   |       |        | Spectateurs : 27 800 Arbitrage : Rudolf Kreitlein | Spectateurs : 27 800 Arbitrage : Rudolf Kreitlein |
| 15:00 · Historique des rencontres | (Rapport)        |       |        | Spectateurs : 27 800 Arbitrage : Rudolf Kreitlein | Spectateurs : 27 800 Arbitrage : Rudolf Kreitlein |

3e journée
| 19 juillet 1966                   | Corée du Nord  | 1 - 0 | Italie | Ayresome Park, Middlesbrough                     |                                                  |
| 19:30 · Historique des rencontres | Pak Doo-ik 42e |       |        | Spectateurs : 18 000 Arbitrage : Pierre Schwinte | Spectateurs : 18 000 Arbitrage : Pierre Schwinte |
| 19:30 · Historique des rencontres | (Rapport)      |       |        | Spectateurs : 18 000 Arbitrage : Pierre Schwinte | Spectateurs : 18 000 Arbitrage : Pierre Schwinte |

| 20 juillet 1966                   | Union soviétique  | 2 - 1 | Chili      | Roker Park, Sunderland                      |                                             |
| 19:30 · Historique des rencontres | Porkujan 28e, 85e |       | Marcos 32e | Spectateurs : 22 000 Arbitrage : John Adair | Spectateurs : 22 000 Arbitrage : John Adair |
| 19:30 · Historique des rencontres | (Rapport)         |       |            | Spectateurs : 22 000 Arbitrage : John Adair | Spectateurs : 22 000 Arbitrage : John Adair |

### Tableau final
|  | Quarts de finale       | Quarts de finale     | Quarts de finale      | Quarts de finale     |                      |                      | Demi-finales        | Demi-finales        | Demi-finales                  | Demi-finales                  |                               |                               | Finale              | Finale              | Finale              | Finale              |
|  |                        |                      |                       |                      |                      |                      |                     |                     |                               |                               |                               |                               |                     |                     |                     |                     |
|  | 23 juillet, Londres    | 23 juillet, Londres  | 23 juillet, Londres   | 23 juillet, Londres  |                      |                      | 26 juillet, Londres | 26 juillet, Londres | 26 juillet, Londres           | 26 juillet, Londres           |                               |                               | 30 juillet, Londres | 30 juillet, Londres | 30 juillet, Londres | 30 juillet, Londres |
|  | 23 juillet, Londres    | 23 juillet, Londres  | 23 juillet, Londres   | 23 juillet, Londres  |                      |                      | 26 juillet, Londres | 26 juillet, Londres | 26 juillet, Londres           | 26 juillet, Londres           |                               |                               | 30 juillet, Londres | 30 juillet, Londres | 30 juillet, Londres | 30 juillet, Londres |
|  | I : 1                  | Angleterre           | 1                     | 1                    |                      |                      | 26 juillet, Londres | 26 juillet, Londres | 26 juillet, Londres           | 26 juillet, Londres           |                               |                               | 30 juillet, Londres | 30 juillet, Londres | 30 juillet, Londres | 30 juillet, Londres |
|  | I : 1                  | Angleterre           | 1                     | 1                    |                      |                      | 26 juillet, Londres | 26 juillet, Londres | 26 juillet, Londres           | 26 juillet, Londres           |                               |                               | 30 juillet, Londres | 30 juillet, Londres | 30 juillet, Londres | 30 juillet, Londres |
|  | II : 2                 | Argentine            | 0                     | 0                    |                      |                      | 26 juillet, Londres | 26 juillet, Londres | 26 juillet, Londres           | 26 juillet, Londres           |                               |                               | 30 juillet, Londres | 30 juillet, Londres | 30 juillet, Londres | 30 juillet, Londres |
|  | II : 2                 | Argentine            | 0                     | 0                    | Angleterre           | Angleterre           | 2                   | 2                   |                               |                               |                               |                               | 30 juillet, Londres | 30 juillet, Londres | 30 juillet, Londres | 30 juillet, Londres |
|  | 23 juillet, Liverpool  |                      |                       |                      | Angleterre           | Angleterre           | 2                   | 2                   |                               |                               |                               |                               | 30 juillet, Londres | 30 juillet, Londres | 30 juillet, Londres | 30 juillet, Londres |
|  |                        |                      | Portugal              | Portugal             | 1                    | 1                    |                     |                     |                               |                               |                               |                               | 30 juillet, Londres | 30 juillet, Londres | 30 juillet, Londres | 30 juillet, Londres |
|  | III : 1                | Portugal             | Portugal              | Portugal             | 1                    | 1                    | 5                   | 5                   |                               |                               |                               |                               | 30 juillet, Londres | 30 juillet, Londres | 30 juillet, Londres | 30 juillet, Londres |
|  | III : 1                | Portugal             | 26 juillet, Liverpool |                      |                      |                      | 5                   | 5                   |                               |                               |                               |                               | 30 juillet, Londres | 30 juillet, Londres | 30 juillet, Londres | 30 juillet, Londres |
|  | IV : 2                 | Corée du Nord        | 3                     | 3                    |                      |                      |                     |                     |                               |                               |                               |                               | 30 juillet, Londres | 30 juillet, Londres | 30 juillet, Londres | 30 juillet, Londres |
|  | IV : 2                 | Corée du Nord        | 3                     | 3                    | Angleterre           | Angleterre           | 4 ap                | 4 ap                |                               |                               |                               |                               |                     |                     |                     |                     |
|  | 23 juillet, Sheffield  |                      |                       |                      | Angleterre           | Angleterre           | 4 ap                | 4 ap                |                               |                               |                               |                               |                     |                     |                     |                     |
|  |                        |                      | Allemagne de l'Ouest  | Allemagne de l'Ouest | 2                    | 2                    |                     |                     |                               |                               |                               |                               |                     |                     |                     |                     |
|  | II : 1                 | Allemagne de l'Ouest | Allemagne de l'Ouest  | Allemagne de l'Ouest | 2                    | 2                    | 4                   | 4                   |                               |                               |                               |                               |                     |                     |                     |                     |
|  | II : 1                 | Allemagne de l'Ouest |                       |                      |                      |                      |                     |                     |                               |                               |                               |                               |                     |                     |                     |                     |
|  | I : 2                  | Uruguay              | 0                     | 0                    |                      |                      |                     |                     |                               |                               |                               |                               |                     |                     |                     |                     |
|  | I : 2                  | Uruguay              | 0                     | 0                    | Allemagne de l'Ouest | Allemagne de l'Ouest | 2                   | 2                   | Match pour la troisième place | Match pour la troisième place | Match pour la troisième place | Match pour la troisième place |                     |                     |                     |                     |
|  | 23 juillet, Sunderland |                      |                       |                      | Allemagne de l'Ouest | Allemagne de l'Ouest | 2                   | 2                   | Match pour la troisième place | Match pour la troisième place | Match pour la troisième place | Match pour la troisième place |                     |                     |                     |                     |
|  |                        |                      | Union soviétique      | Union soviétique     | 1                    | 1                    |                     |                     | 28 juillet, Londres           | 28 juillet, Londres           | 28 juillet, Londres           | 28 juillet, Londres           |                     |                     |                     |                     |
|  | IV : 1                 | Union soviétique     | Union soviétique      | Union soviétique     | 1                    | 1                    | 2                   | 2                   | 28 juillet, Londres           | 28 juillet, Londres           | 28 juillet, Londres           | 28 juillet, Londres           |                     |                     |                     |                     |
|  | IV : 1                 | Union soviétique     |                       |                      |                      |                      |                     | 2                   |                               |                               | Portugal                      | Portugal                      | 2                   | 2                   |                     |                     |
|  | III : 2                | Hongrie              | 1                     | 1                    |                      |                      |                     |                     |                               |                               | Portugal                      | Portugal                      | 2                   | 2                   |                     |                     |
|  | III : 2                | Hongrie              | 1                     | 1                    | Union soviétique     | Union soviétique     | 1                   | 1                   |                               |                               |                               |                               |                     |                     |                     |                     |
|  |                        |                      |                       |                      |                      |                      |                     |                     |                               |                               |                               |                               |                     |                     |                     |                     |

#### Quarts de finale
En quart de finale, les Nord-Coréens, cotés à mille contre un au début de la compétition, créent à nouveau la sensation : après 25 minutes, ils mènent 3-0 face au Portugal. Mais Eusébio, futur meilleur buteur de la compétition, frappe un grand coup en marquant quatre fois. Les Portugais l'emportent finalement 5-3.
| 23 juillet 1966                   | Portugal                                                    | 5 - 3   | Corée du Nord                                               | Goodison Park, Liverpool                            |                                                     |
| 15:00 · Historique des rencontres | Eusébio 27e, 43e (pen.), 56e, 59e (pen.) · José Augusto 80e | (2 - 3) | Pak Seung-zin 1re · Lee Dong-woon 22e · Yang Seung-kook 25e | Spectateurs : 51 780 Arbitrage : Menachem Ashkenazi | Spectateurs : 51 780 Arbitrage : Menachem Ashkenazi |
| 15:00 · Historique des rencontres | (Rapport)                                                   |         |                                                             | Spectateurs : 51 780 Arbitrage : Menachem Ashkenazi | Spectateurs : 51 780 Arbitrage : Menachem Ashkenazi |

La RFA se débarrasse facilement de l'Uruguay. Un jeune défenseur allemand se distingue lors de la rencontre : Franz Beckenbauer.
| 23 juillet 1966                   | Allemagne de l'Ouest                           | 4 - 0   | Uruguay | Hillsborough Stadium, Sheffield             |                                             |
| 15:00 · Historique des rencontres | Haller 11e, 83e · Beckenbauer 70e · Seeler 75e | (1 - 0) |         | Spectateurs : 34 000 Arbitrage : Jim Finney | Spectateurs : 34 000 Arbitrage : Jim Finney |
| 15:00 · Historique des rencontres | (Rapport)                                      |         |         | Spectateurs : 34 000 Arbitrage : Jim Finney | Spectateurs : 34 000 Arbitrage : Jim Finney |

Les Soviétiques éliminent péniblement les Hongrois (2-1) et se qualifient pour les demi-finales.
| 23 juillet 1966                   | Union soviétique             | 2 - 1   | Hongrie  | Roker Park, Sunderland                                  |                                                         |
| 15:00 · Historique des rencontres | Tchislenko 5e · Porkujan 46e | (1 - 0) | Bene 57e | Spectateurs : 22 100 Arbitrage : Juan Gardeazábal Garay | Spectateurs : 22 100 Arbitrage : Juan Gardeazábal Garay |
| 15:00 · Historique des rencontres | (Rapport)                    |         |          | Spectateurs : 22 100 Arbitrage : Juan Gardeazábal Garay | Spectateurs : 22 100 Arbitrage : Juan Gardeazábal Garay |

L'Angleterre et l'Argentine se livrent un terrible combat à Wembley. Disputée dans un climat de haine, la rencontre tourne vite à la bataille rangée. L'arbitre de la partie Rudolf Kreitlein expulse le capitaine et défenseur argentin Antonio Rattín.  Kreitlein lui fait signe de quitter le terrain, mais le joueur refuse de sortir. S'ensuivent de longues minutes de confusion pendant lesquelles le match est interrompu et Rattín finit par sortir. L'Angleterre l'emporte (1-0) grâce à un but de son capitaine Geoffrey Hurst à un quart d'heure de la fin. Après la rencontre, les hostilités se poursuivent dans les couloirs du stade. En battant l'Argentine, le pays organisateur devient le quatrième demi-finaliste. Tous les demi-finalistes de cette Coupe du monde sont européens pour la deuxième fois de l'histoire de la compétition. Les représentants anglais refusent que leurs joueurs échangent leur maillot avec leur adversaire.
À la suite des difficultés apparues lors de l'expulsion de Rattin, la FIFA demande à Ken Aston, responsable de la désignation des arbitres, de trouver une solution à ce problème. Il s'inspire du feu tricolore : « jaune : attention, puis rouge : stop », et crée le carton rouge.
| 23 juillet 1966                   | Angleterre | 1 - 0   | Argentine | Wembley, Londres                                  |                                                   |
| 15:00 · Historique des rencontres | Hurst 78e  | (0 - 0) |           | Spectateurs : 90 000 Arbitrage : Rudolf Kreitlein | Spectateurs : 90 000 Arbitrage : Rudolf Kreitlein |
| 15:00 · Historique des rencontres | (Rapport)  |         |           | Spectateurs : 90 000 Arbitrage : Rudolf Kreitlein | Spectateurs : 90 000 Arbitrage : Rudolf Kreitlein |

#### Demi-finales
La RFA se qualifie pour la deuxième finale de son histoire en battant l'URSS.
| 25 juillet 1966                   | Allemagne de l'Ouest         | 2 - 1   | Union soviétique | Goodison Park, Liverpool                           |                                                    |
| 19:30 · Historique des rencontres | Haller 42e · Beckenbauer 67e | (1 - 0) | Porkujan 88e     | Spectateurs : 38 300 Arbitrage : Concetto Lo Bello | Spectateurs : 38 300 Arbitrage : Concetto Lo Bello |
| 19:30 · Historique des rencontres | (Rapport)                    |         |                  | Spectateurs : 38 300 Arbitrage : Concetto Lo Bello | Spectateurs : 38 300 Arbitrage : Concetto Lo Bello |

La deuxième demi-finale s'achève sur le même score que la première. Le score est favorable aux Anglais qui accèdent à leur première finale.
| 26 juillet 1966                   | Angleterre           | 2 - 1   | Portugal           | Wembley, Londres                                 |                                                  |
| 19:30 · Historique des rencontres | B. Charlton 30e, 80e | (1 - 0) | Eusébio 82e (pen.) | Spectateurs : 95 000 Arbitrage : Pierre Schwinte | Spectateurs : 95 000 Arbitrage : Pierre Schwinte |
| 19:30 · Historique des rencontres | (Rapport)            |         |                    | Spectateurs : 95 000 Arbitrage : Pierre Schwinte | Spectateurs : 95 000 Arbitrage : Pierre Schwinte |

#### Match pour la troisième place
Le Portugal termine troisième dès sa première phase finale et établit ainsi sa meilleure performance. Malgré la défaite, l'URSS également demi-finaliste réalise aussi sa meilleure performance en Coupe du monde.
| 28 juillet 1966                   | Portugal                        | 2 - 1   | Union soviétique | Wembley, Londres                             |                                              |
| 19:30 · Historique des rencontres | Eusébio 12e (pen.) · Torres 89e | (1 - 1) | Malofeev 43e     | Spectateurs : 88 000 Arbitrage : Ken Dagnall | Spectateurs : 88 000 Arbitrage : Ken Dagnall |
| 19:30 · Historique des rencontres | (Rapport)                       |         |                  | Spectateurs : 88 000 Arbitrage : Ken Dagnall | Spectateurs : 88 000 Arbitrage : Ken Dagnall |

#### Finale
La RFA se présente face au pays hôte avec de solides arguments. Helmut Haller le prouve en ouvrant le score après douze minutes, figeant Wembley dans un glacial silence. Mais Geoffrey Hurst égalise rapidement et la partie s'équilibre. Lorsque Martin Peters trompe Hans Tilkowski à la 78e minute, les Anglais pensent le match gagné. Il reste une poignée de secondes lorsque Wolfgang Weber se jette au second poteau pour reprendre un centre de Sigfried Held et trompe Gordon Banks. Égalisation (2-2) qui entraîne la prolongation du match.
La prolongation donne lieu à l'un des épisodes les plus célèbres et les plus controversés de l'histoire de la Coupe du monde. À la 101e minute, un tir violent d'Hurst frappe la transversale, rebondit sur la ligne de but, et est dégagée par un défenseur allemand. L'arbitre suisse Gottfried Dienst et son juge de touche, le Soviétique Tofik Bakhramov, restent un instant pétrifiés. L'arbitre valide le but (3-2) malgré la protestation des Allemands. Ces derniers essayent alors de forcer une nouvelle égalisation mais permettent un contre fatidique : à la dernière minute, Geoffrey Hurst marque une nouvelle fois (4-2), devenant le premier joueur à inscrire trois buts en finale de Coupe du monde. Le commentaire en direct à la BBC de ce but devint célèbre en Angleterre : « And here comes Hurst! He's got... Some people are on the pitch! They think it's all over! It is now, it's four ! » (« Et maintenant voilà Hurst ! Il a... Des spectateurs sont sur la pelouse... Ils croient que c'est fini ! Ça l'est, c'est le quatrième but ! »).
| 30 juillet 1966 15h00     | Angleterre                                                                             | 4 - 2 a. p.    | Allemagne de l'Ouest             | Wembley, Londres                                  |                                                   |
| Historique des rencontres | ( B. Moore) Hurst 18e · ( Hurst) Peters 78e · ( Ball) Hurst 101e · ( Moore) Hurst 120e | (1 - 1, 2 - 2) | 12e Haller (Seeler ) · 90e Weber | Spectateurs : 96 924 Arbitrage : Gottfried Dienst | Spectateurs : 96 924 Arbitrage : Gottfried Dienst |
| Historique des rencontres | (Rapport)                                                                              |                |                                  | Spectateurs : 96 924 Arbitrage : Gottfried Dienst | Spectateurs : 96 924 Arbitrage : Gottfried Dienst |

|  | Titulaires : Gordon Banks George Cohen Jack Charlton Bobby Moore Ramon Wilson Nobby Stiles Robert Charlton Martin Peters Alan Ball Roger Hunt Geoffrey Hurst Entraîneur : Alf Ramsey | Finale de la Coupe du monde 1966 |  | Titulaires : Hans Tilkowski Horst Höttges Willi Schulz Wolfgang Weber Karl-Heinz Schnellinger Franz Beckenbauer Wolfgang Overath Helmut Haller Uwe Seeler Sigfried Held Lothar Emmerich Entraîneur : Helmut Schön |

## Meilleurs buteurs
La liste ci-dessous illustre les buteurs lors de la compétition.
9 buts :
- Eusébio

6 buts :
- Helmut Haller

4 buts :
- Geoffrey Hurst
- Franz Beckenbauer
- Ferenc Bene
- Valeriy Porkujan

3 buts :
- Luis Artime
- Bobby Charlton
- Roger Hunt
- José Augusto
- José Torres
- Eduard Malofeyev

2 buts :
- Rubén Marcos
- Uwe Seeler
- Kálmán Mészöly
- Pak Seung-zin
- Igor Tchislenko

1 but :
- Ermindo Onega
- Garrincha
- Pelé
- Rildo
- Tostão
- Georgi Asparuhov
- Martin Peters
- Hector De Bourgoing
- Gérard Hausser
- Lothar Emmerich
- Sigfried Held
- Wolfgang Weber
- János Farkas
- Paolo Barison
- Sandro Mazzola
- Enrique Borja
- Lee Dong-woon
- Pak Doo-ik
- Yang Seung-kook
- António Simões
- Anatoliy Banishevskiy
- Amancio
- Josep Fusté
- Pirri
- Manuel Sanchís
- René-Pierre Quentin
- Julio César Cortés
- Pedro Rocha

Contre son camp :
- Ivan Davidov (but pour la Hongrie)
- Ivan Vutsov (but pour le Portugal)

## Dans la culture populaire

### La Corée du Nord crée la surprise
Après s'être qualifiée dans des conditions particulières (voir le tour préliminaire), la Corée du Nord posa un problème diplomatique au pays organisateur : en effet, depuis la guerre de Corée, l'Angleterre ne reconnaît pas le régime de la République démocratique et populaire de Corée. La décision est prise de ne faire jouer aucun hymne en dehors du match d'ouverture et de la finale ; qui plus est, l'équipe coréenne joue sous une bannière à l'intitulé plus neutre : « Corée du Nord ».
Dans le groupe 4, la Corée du Nord perd 3-0 contre l'URSS, puis obtient le match nul 1-1 contre le Chili, mais leur discipline quasi-militaire parvient à les faire gagner 1-0, sur un but de Pak Doo-ik, contre le jeu individuel des Italiens qui recevront des tomates à leur retour au pays. Une rumeur court dès lors : l'entraineur nord-coréen aurait changé l'ensemble de son équipe à la mi-temps, sans que personne s'en rende compte. Parallèlement, le public se met à s'intéresser à ces joueurs disciplinés venus d'un pays fermé, qui par leur stratégie tiennent tête aux favoris. Ils sont acclamés par les habitants de la ville de Middlesbrough, où ils sont logés, notamment les joueurs vedettes de l'équipe Pak Seung-jin et Pak Doo-ik. Et lorsqu'ils se retrouvent à Liverpool dans la communauté religieuse qui devait loger les Italiens, ils ont du mal à s'adapter aux chambres individuelles et aux crucifix au-dessus des lits.
Le 23 juillet, la Corée du Nord se retrouve face au Portugal. Après 25 minutes de jeu, les Coréens mènent 3 à 0, ils commencent à perdre leur discipline et leur jeu devient plus individuel. C'est alors que les Portugais entrent dans le match et Eusébio inscrit quatre buts. Un autre but est inscrit par José Augusto. La Corée du Nord perd donc finalement 5-3.
Les joueurs coréens rentrent chez eux. La foule les acclame comme des héros. Cependant, le transfuge coréen Kang Chol-hwan (en) affirme que tous les joueurs, à l'exception de Pak Doo-ik, se sont retrouvés au goulag après leur retour.
Le film Le match de leur vie (The game of their lives) de Daniel Gordon, qui raconte l'épopée de l'équipe nord-coréenne a été projeté en Corée du Nord et en Corée du Sud, a reçu en 2003 le prix du meilleur documentaire sportif de la télévision britannique,. Il précise que l'emprisonnement des joueurs nord-coréens à leur retour d'Angleterre est une rumeur née en Corée du Sud et que ces mêmes joueurs ont démenti l'information.[réf. nécessaire]

### Autres films
- La Coupe du monde de football de 1966 est au centre d'un film anglais de 2006, Sixty Six (littéralement « 66 » en anglais, référence à l'année), dans laquelle un jeune Juif anglais, Bernie Reubens, s'aperçoit que la date à laquelle sa Bar Mitzvah est prévue, le 30 juillet, coïncide avec la finale de la compétition, et que personne ne voudra manquer le match pour assister à sa fête si l'Angleterre se qualifie, ce qui le conduit à espérer que son pays soit éliminé.